# 李玟娥
李玟娥（韓語：이민아，1991年11月8日—)，為韓國足球員，司職中場，出生於大邱廣域市，現時效力韓國女足聯賽球隊仁川現代製鐵紅天使，目前亦是韓國國家女子足球隊的主力球員。

## 簡歷
2011年從大邱廣域市的永進專門大學畢業後就加入韓國女足聯賽球隊仁川現代製鐵紅天使，也入選了該年夏季世界大學運動會的韓國隊一員。
曾參加過2008年的U-17女足世界盃、2010年的U-20女足世界盃，2013年和2015、2017年東亞盃，在2017年東亞女子足球錦標賽的第二輪賽事更獲得MVP，曾獲得2009、2017年韓國足協的年度最佳女球員。2017年也獲得了「南韓足球小姐」。
2018年加盟日職的INAC神戶雌獅。
2020年重返韓國女足聯賽球隊仁川現代製鐵紅天使。

## 外部連結
- 李玟娥 – FIFA國際賽競賽紀錄 (存檔)
- 李玟娥的Instagram帳戶
- 韓國足球協會 官方網站
- 李玟娥 | 選手介紹 （页面存档备份，存于） - INAC神戶雌獅 官方網站